# Madison (New Jersey)
Madison – miasto w Stanach Zjednoczonych, w stanie New Jersey, w hrabstwie Morris. W 2010 roku liczyło 15 845 mieszkańców.